# Мюдде, Кас
Кас Мюдде (нидерл. Cas Mudde, род. 3 июня 1967, Амстердам) — нидерландский политолог и социолог, специализирующийся на политическом экстремизме и популизме в Европе и США. Его исследования включают политические партии, экстремизм, демократию, гражданское общество и европейскую политику. Мудде относит себя к левому сектору политики.

## Биография
Мюдде был приглашённым научным сотрудником в Институте этики Джанет Приндл и приглашённым доцентом факультета политологии Университета Депау в Гринкасле, штат Индиана. 
С 1999 по 2002 год он был доцентом Эдинбургского университета, а с 2002 по 2010 год — ассистентом, а затем доцентом Антверпенского университета в Бельгии. С 2010 года он ведёт семинар первого года обучения, посвящённый радикальному правому движению в Европе, в Университете Депау. Он является доцентом кафедры политологии Школы общественных и международных отношений Университета Джорджии. Он также является адъюнкт-профессором Центра исследований экстремизма (C-REX) Университета Осло.
Мюдде является соучредителем и организатором Постоянной группы ECPR (Европейского консорциума политических исследований) по экстремизму и демократии. Он является членом правления комитета IPSA (Международной ассоциации политических наук) по концепциям и методам и входит в редакционные коллегии академических журналов, таких как Acta Politica, Democracy and Security, Patterns of Prejudice, Politics in Central Europe и The Journal of Politics.
Мюдде — автор нескольких книг и статей. Он младший брат крайне правого деятеля Тима Мюдде. В предисловии к «Идеологии крайне правых» он благодарит его за уважение, которое они по-прежнему испытывают друг к другу, несмотря на «разногласия». 
В 2008 году Мюдде был удостоен премии Стейна Роккана за сравнительные исследования в области социальных наук. В 2022 году он был избран иностранным членом Королевской нидерландской академии искусств и наук.

### Книги
- Mudde, Cas. The ideology of the extreme right. — Manchester University Press, 2002. — ISBN 9781847790118.
- Mudde, Cas. Western democracies and the new extreme right challenge / Cas Mudde, Roger Eatwell. — London New York : Routledge, 2004. — ISBN 9780415369718.
- Mudde, Cas. Racist extremism in Central and Eastern Europe. — London New York : Routledge, 2005. — ISBN 9780415355940.
- Mudde, Cas. Populist radical right parties in Europe. — Cambridge, UK New York : Cambridge University Press, 2007. — ISBN 9780511341434. (См. Table of contents, Introduction и Index.)
- Mudde, Cas. SYRIZA: The Failure of the Populist Promise. — London : Palgrave Macmillan, 2017. — ISBN 978-3-319-47478-6.
- Mudde, Cas. Populism: A Very Short Introduction / Cas Mudde, Cristóbal Rovira Kaltwasser. — Oxford : Oxford University Press, 2017. — ISBN 9780190234874.
- Mudde, Cas. The Far Right Today. — Cambridge : Polity Press, 2019. — ISBN 978-1-5095-3683-2.

### Статьи в научных журналах
- Mudde, Cas (January 2004). The populist Zeitgeist. Government and Opposition[англ.]. 39 (4): 541–563. doi:10.1111/j.1477-7053.2004.00135.x. Online.
- Mudde, Cas; March, Luke (April 2005). What's left of the radical left? The European radical left after 1989: decline and mutation. Comparative European Politics[англ.]. 3 (1): 23–49. doi:10.1057/palgrave.cep.6110052.
- Mudde, Cas; De Lange, Sarah L. (December 2005). Political extremism in Europe. European Political Science[англ.]. 4 (4): 476–488. doi:10.1057/palgrave.eps.2210056.
- Mudde, Cas (November 2010). The populist radical right: a pathological normalcy. West European Politics[англ.]. 33 (6): 1167–1186. doi:10.1080/01402382.2010.508901. hdl:2043/6127.
- Mudde, Cas; Ambrose, Emma (June 2015). Canadian Multiculturalism and the Absence of the Far Right. Nationalism and Ethnic Politics. 21 (2): 213–236. doi:10.1080/13537113.2015.1032033.